# San Miguel San Bernardo
San Miguel San Bernardo är en ort i Mexiko.   Den ligger i kommunen Acatlán och delstaten Puebla, i den sydöstra delen av landet, 170 km sydost om huvudstaden Mexico City. San Miguel San Bernardo ligger 1 266 meter över havet och antalet invånare är 130.
Terrängen runt San Miguel San Bernardo är huvudsakligen kuperad, men åt sydost är den platt. Runt San Miguel San Bernardo är det ganska glesbefolkat, med 31 invånare per kvadratkilometer. Närmaste större samhälle är Acatlán de Osorio, 11,6 km öster om San Miguel San Bernardo. I omgivningarna runt San Miguel San Bernardo växer huvudsakligen savannskog.